# Dorota Falak
Dorota Falak (ur. ok. 1630 na terenie księstwa raciborskiego, zm. po 1682 w Stambule), znana także pod przydomkiem al-Hakima – górnośląska podróżniczka, lekarka, handlarka ludźmi (niewolnikami) i lichwiarka.

## Życiorys
Urodziła się około 1630 roku na terenie księstwa raciborskiego w rodzinie chłopa pańszczyźnianego. W wiejskiej szkole parafialnej nauczyła się czytać i pisać po łacinie. Za zgodą właściciela wsi, von Klossego, wyjechała do Opola, gdzie u cyrulików zdobyła umiejętności medyczne. Poznała ziołolecznictwo, lecz zainteresowała się przede wszystkim chirurgią. Służyła mistrzom przy upuszczaniu krwi i sięgała do medycznych ksiąg drukowanych w Wiedniu, Linzu czy Wrocławiu.
Została oskarżona przez inkwizycję. Powieszono ją nago na żelaznych hakach w piwnicy, poddano chłoście, a następnie zmuszono do leżenia przez dziesięć dni krzyżem w kościele. Resztę życia miała spędzić w klasztorze. Inkwizytor uznał jej skruchę za szczerą. Złożyła przysięgę, że porzuci zakazaną kobietom sztukę medyczną. Mimo to przy pierwszej nadarzającej się okazji zdołała uwolnić się z dybów, które zakładano jej na nogi każdej nocy.
W 1670 roku uciekła do Krakowa. Następnie, podróżując z ormiańskimi kupcami, trafiła do Jassów w Mołdawii, gdzie zyskała sławę jako „lekarka z Lechistanu” (Polski), znana pod przydomkiem al-Hakima. W 1673 roku udała się do Pesztu, gdzie leczyła tureckich oficerów. Polecono ją Ibrahimowi, paszy miasta Buda; uratowała od śmierci jego syna. W nagrodę otrzymała firman – dokument uprawniający ją do handlu niewolnikami w Imperium Osmańskim, co pozwoliło jej zgromadzić pewien majątek. 
Działała na obszarze Morza Egejskiego. Pierwszą grupę niewolników, 10 kobiet i 4 mężczyzn, kupiła na Węgrzech od Tatarów, a następnie przewiozła ich wynajętym statkiem wzdłuż Dunaju do portu Edremit w pobliżu greckiego archipelagu, gdzie ich sprzedała. Za austriackie dziewczyny zapłacili jej oficerowie egipskich galer, a mężczyzn sprzedała mamelukom z Kairu. Następnie, podróżując przez Cypr, Ateny i Split, wróciła do Budy, gdzie ponownie dokonała zakupu – tym razem 60 kobiet i 18 mężczyzn. Wyruszyła następnie na Półwysep Synaj, a później trafiła na Cypr. 
W 1682 roku popłynęła do Stambułu, gdzie zajęła się lichwą. Jej dalsze losy nie są znane.
Pozostawiła po sobie pamiętnik Aus mein Leben zachowany w Państwowej Bibliotece Széchényiego.